# Седьмое небо (жилой район)
Седьмое небо — «спальный» жилой район в Казани, расположенный на месте старого аэропорта Казань-2 и прилегающих территорий. Один из самых новых и крупных в городе, его застройка продолжается.

## Территориальное расположение, границы

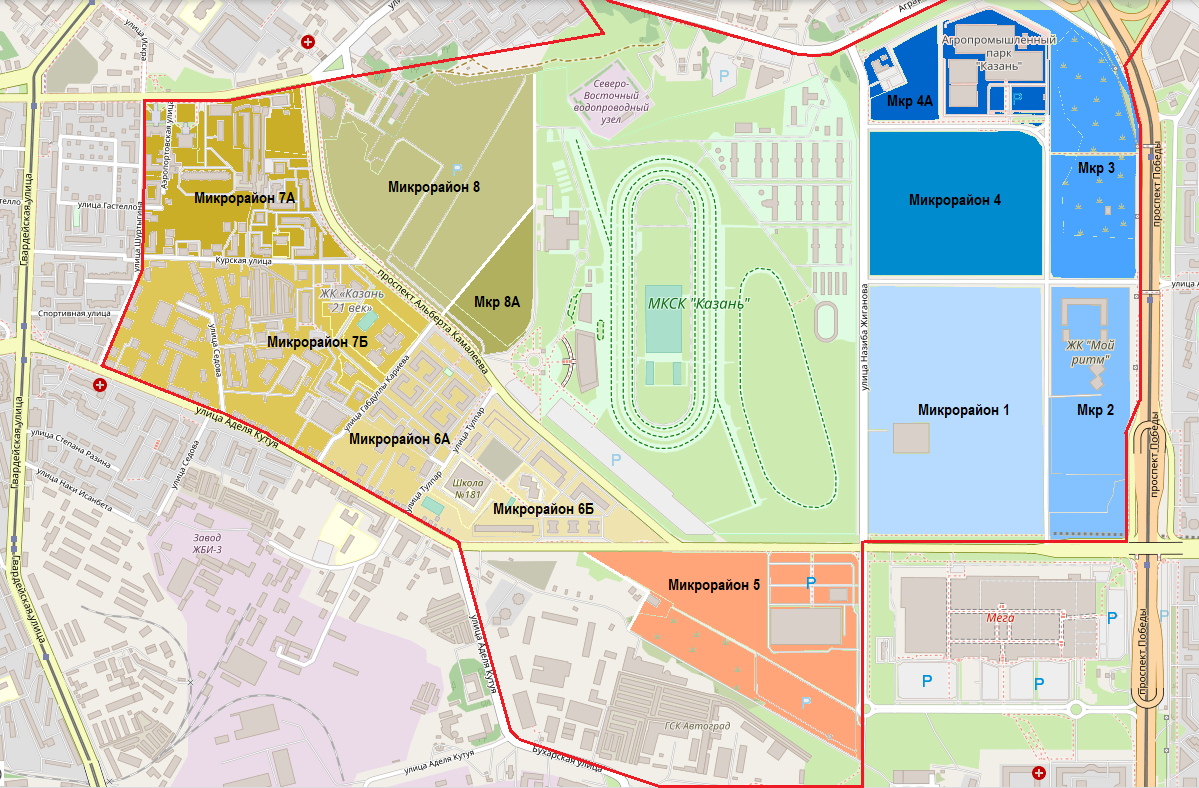
Карта жилого района «Седьмое небо»

«Седьмое небо» находится к востоку от центра Казани, на территории Советского района, перед спальным районом Азино-1.
Границы данного жилого района определены вдоль следующих улиц: на севере — улица Патриса Лумумбы и проектируемый участок Мамадышского тракта; на востоке — проспект Победы; на юго-востоке — улицы Академика Сахарова и Назиба Жиганова; на юге — строящийся Вознесенский тракт (вдоль участка нынешней улицы Бухарской); на юго-западе — улица Аделя Кутуя; на западе — улица Шуртыгина. Площадь территории жилого района «Седьмое небо» составляет 445,44 га.

## Территориальные подразделения
Около пятой части территории жилого района «Седьмое небо» занимает Международный конно-спортивный комплекс «Казань» (91 га). Большая часть остальной территории поделена на микрорайоны, некоторые из которых уже застроены, другие — застраиваются или будут застроены в будущем.
В настоящее время в соответствии с проектом планировки жилого района «Седьмое небо» в нём насчитывается 12 микрорайонов.
| Список микрорайонов в составе жилого района «Седьмое небо» | Список микрорайонов в составе жилого района «Седьмое небо» | Список микрорайонов в составе жилого района «Седьмое небо» | Список микрорайонов в составе жилого района «Седьмое небо» |
| Номер микрорайона                                          | Улицы, ограничивающие территорию микрорайона по периметру | Площадь микрорайона                                        | Основные объекты и значимые жилые комплексы (ЖК) на территории микрорайона                                                                                                |
| ---------------------------------------------------------- | --- | ---------------------------------------------------------- | --- |
| Микрорайон 1                                               | с запада — улица Назиба Жиганова; с севера — улица Сабира Ахтямова; с востока — улица Петра Полушкина; с юга — улица Академика Сахарова | 28,24 га                                                   | Многопрофильный лицей № 187 «Ритм» |
| Микрорайон 2                                               | с запада — улица Петра Полушкина; с севера — улица Сабира Ахтямова; с востока — проспект Победы; с юга — улица Академика Сахарова | 12,41 га                                                   | ЖК «Мой Ритм» (строится) |
| Микрорайон 3                                               | с запада — улица Петра Полушкина и территория Агропромышленного парка «Казань»; с севера — транспортная развязка на пересечении улицы Аграрной и проспекта Победы; с востока — проспект Победы; с юга — улица Сабира Ахтямова | 10,5 га                                                    | — |
| Микрорайон 4                                               | с запада — улица Назиба Жиганова; с севера — проезд, отделяющий от территории Агропромышленного парка «Казань»; с востока — улица Петра Полушкина; с юга — улица Сабира Ахтямова | 28,24 га                                                   | — |
| Микрорайон 4А                                              | с запада — улица Назиба Жиганова; с севера — улица Аграрная; с востока — восточная граница территории Агропромышленного парка «Казань»; с юга — улица Петра Полушкина | —                                                          | Автовокзал «Восточный», Агропромышленный парк «Казань» |
| Микрорайон 5                                               | с севера — улица Академика Сахарова; с востока — улица Назиба Жиганова; с юго-запада — красная линия планируемой улицы местного значения | —                                                          | Гипермаркет «Castorama», Специализированная (штрафная) автостоянка «Азино»                                                                                                |
| Микрорайон 6А                                              | с северо-запада — улица Габдуллы Кариева; с северо-востока — проспект Альберта Камалеева; с юго-востока — улица Тулпар; с юго-запада — улица Аделя Кутуя | —                                                          | ЖК «Казань XXI век» (первая очередь) |
| Микрорайон 6Б                                              | с северо-запада — улица Тулпар; с северо-востока — проспект Альберта Камалеева; с юга — улица Академика Сахарова; с юго-запада — улица Аделя Кутуя | —                                                          | Многопрофильная школа № 181, ЖК «Казань XXI век» (вторая очередь) |
| Микрорайон 7А                                              | с запада — улица Шуртыгина; с севера — улица Патриса Лумумбы; с востока — проспект Альберта Камалеева; с юга — улица Курская | —                                                          | Администрация Советского района г. Казани, Военный комиссариат Республики Татарстан, Советский районный суд г. Казани, ЖК «Казань XXI век» (первая очередь), ЖК «Гринвич» |
| Микрорайон 7Б                                              | с запада — улица Шуртыгина; с севера — улица Курская; с северо-востока — проспект Альберта Камалеева; с юго-востока — улица Габдуллы Кариева; с юго-запада — улица Аделя Кутуя | —                                                          | ООО «Газпром трансгаз Казань», Лицей № 121 имени С. А. Ахтямова (Центр образования № 178), ЖК «Казань XXI век» (первая очередь), ЖК «Оазис»                               |
| Микрорайон 8                                               | с запада и юго-запада — проспект Альберта Камалеева; с севера — улица Патриса Лумумбы и проектируемый участок Мамадышского тракта; с востока — безымянный проезд вдоль территории Международного конно-спортивного комплекса «Казань»; с юго-востока — красная линия планируемой улицы местного значения вдоль границы микрорайона 8А | —                                                          | Казанский аэровокзал, ЖК «Лазурные небеса» (37 этажей) — самое высокое здание Казани                                                                                      |
| Микрорайон 8А                                              | с северо-запада — красная линия планируемой улицы местного значения вдоль границы микрорайона 8; с востока — безымянный проезд вдоль территории Международного конно-спортивного комплекса «Казань»; с юго-запада — проспект Альберта Камалеева                                                                                       | —                                                          | — |

## Название
Словосочетание «Седьмое небо» происходит от известного идиоматического выражения, означающего рай. Оно восходит к учению Аристотеля о семи небесных сферах, образующих Вселенную.
Появление данного названия у жилого района — это результат маркетингового решения компании-застройщика с целью привлечения внимания потенциальных покупателей к району новостроек. Косвенно название «Седьмое небо» также является отсылкой к советскому периоду истории данной местности, когда здесь располагался аэропорт Казань-2 — «небесные врата» столицы Татарской АССР.

## История

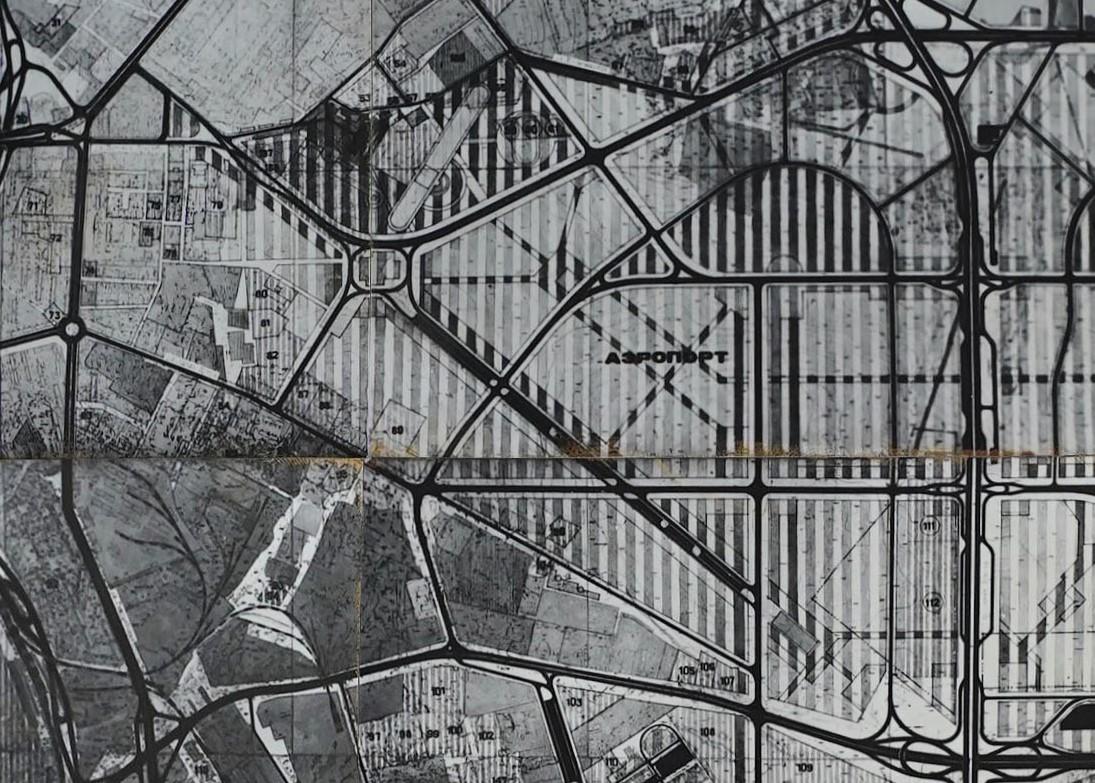
Проект планировки застроек. 1980-е годы

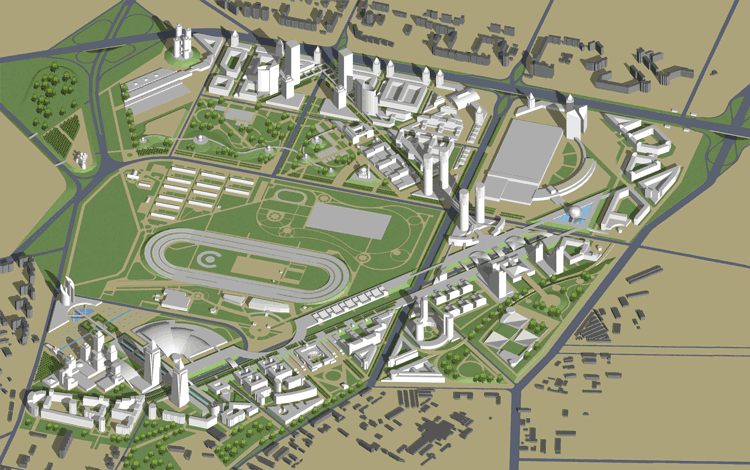
Перспективный план застроек и проект. 2005 год

До начала застройки жилого района «Седьмое небо» большую часть его территории занимал аэропорт Казань-2 (старый аэропорт). С его закрытием (2003—2004) эти земли были переданы под строительство многоэтажных жилых домов и объектов общественного назначения.
Первым крупным объектом, появившимся на месте аэропорта Казань-2, стал Международный конно-спортивный комплекс «Казань», открытый в 2005 году. Он занял центральную часть бывшего лётного поля на площади 91 га. 
В 2005 году началась застройка юго-западного сектора бывшего лётного поля, в районе улицы Курской, которая была продлена в восточном направлении на бывшую аэродромную территорию. Здесь началось строительство жилого комплекса «Казань XXI век», протянувшегося вдоль бывшей взлётно-посадочной полосы на расстояние более километра. Его первая очередь была завершена к 2011 году, за этот период было возведено 20 жилых домов различной этажности — от 9 до 16 этажей. Позже началось строительство второй очереди, в рамках которой к концу 2020 года возвели 8 жилых домов в 18—22 этажей.
Жилой комплекс «Казань XXI век» заложил основу архитектурного ансамбля новой улицы Взлётная, проложенной в 2005—2006 годах вдоль бывшей взлётно-посадочной полосы, которая соединила улицы Патриса Лумумбы и Академика Сахарова. В 2009 году улица Взлётная была переименована в проспект Альберта Камалеева.
Строительство жилого комплекса «Казань XXI век» рассматривалось как часть проекта застройки жилого района «Седьмое небо» общей площадью 198 га. В его состав была включена почти вся территория бывшего аэропорта Казань-2. Один из первых проектов застройки был разработан примерно к 2007 году.
В апреле 2012 года Исполкомом г. Казани был утверждён новый проект планировки жилого района «Седьмое небо» (разработчик — компания «Татинвестгражданпроект»), площадь которого расширилась от первоначальной более чем в два раза — до 445,44 га. В соответствии с этим проектом большая его часть, за исключением территории Международного конно-спортивного комплекса «Казань» и ряда других земельных участков, разделена на 12 микрорайонов — 1, 2, 3, 4, 4А, 5, 6А, 6Б, 7А, 7Б, 8 и 8А. Проложены новые улицы, служащие границей между микрорайонами: на территории жилого комплекса «Казань XXI век» — улицы Габдуллы Кариева и Тулпар, а в зоне застройки микрорайонов 1, 2, 3, 4 и 4А — улицы Назиба Жиганова, Сабира Ахтямова и Петра Полушкина.
С точки зрения характера застройки жилой район «Седьмое небо» сочетает в себе территории двух типов. Большая его часть — это зона застройки постсоветского периода, начиная с 1990-х годов, либо неосвоенные территории под будущую застройку. Меньшая часть — это локальные территории, где присутствует старая советская застройка, как жилая, так и административно-производственная.
Жилая застройка советского времени в основном представлена малоэтажными частными домовладениями, сохранившимися по нечётной стороне улицы Аделя Кутуя. Это юго-западная часть жилого района «Седьмое небо» (микрорайоны 6А, 6Б, 7Б). В будущем эти домовладения пойдут под снос, а на их месте возведут высотные жилые дома. Застройка советского времени, как жилая, так и административно-производственная, сохранилась в западной части данного жилого района, вдоль улиц Шуртыгина и Аэропортовской. До 1970-х годов эти улицы являлись восточной окраиной городского посёлка Клыковка, от которого сохранились два деревянных дома послевоенной постройки на улице Аэропортовской (по состоянию на 2021 год).

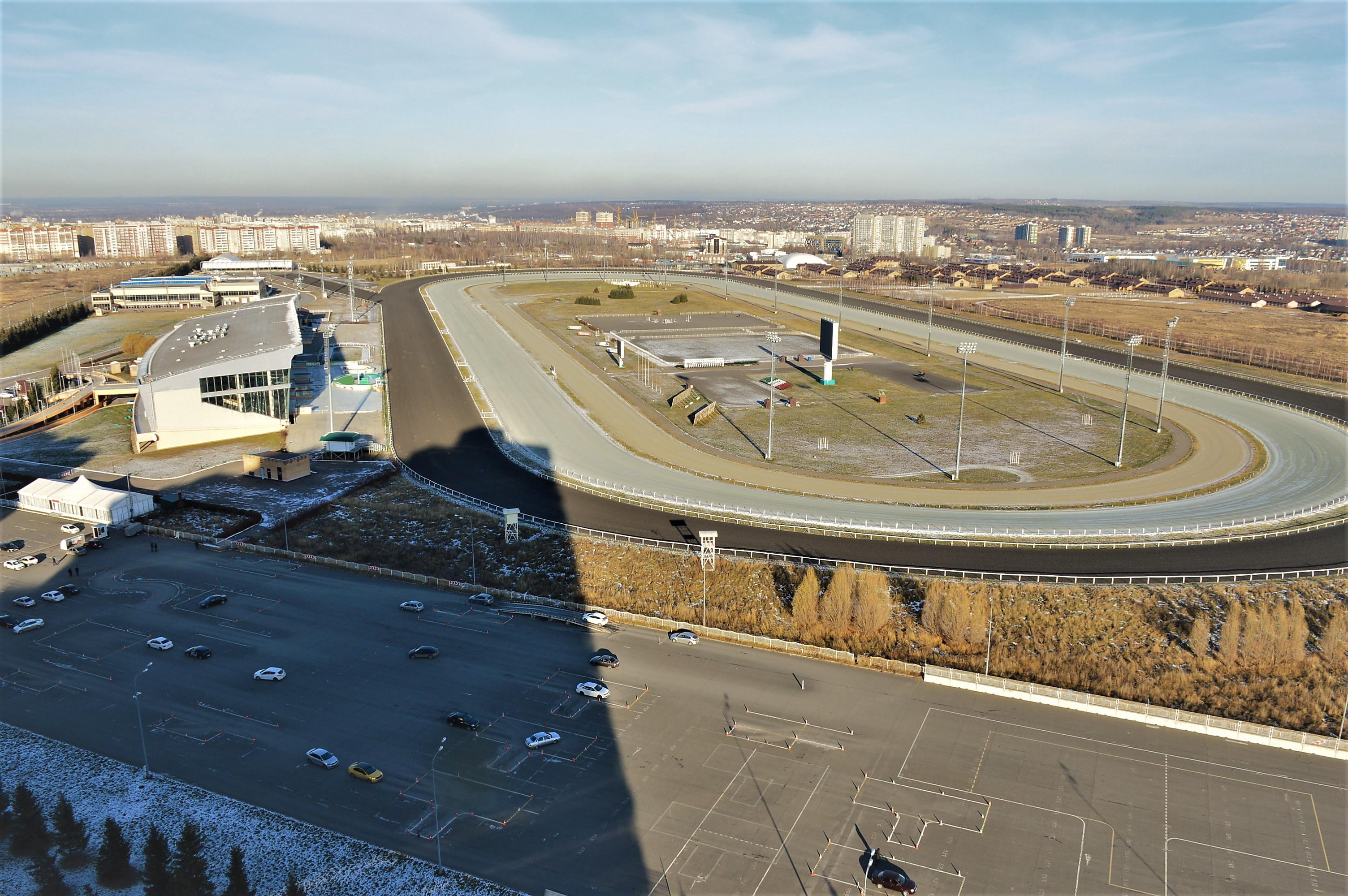
Международный конно-спортивный комплекс «Казань» (ноябрь 2020)
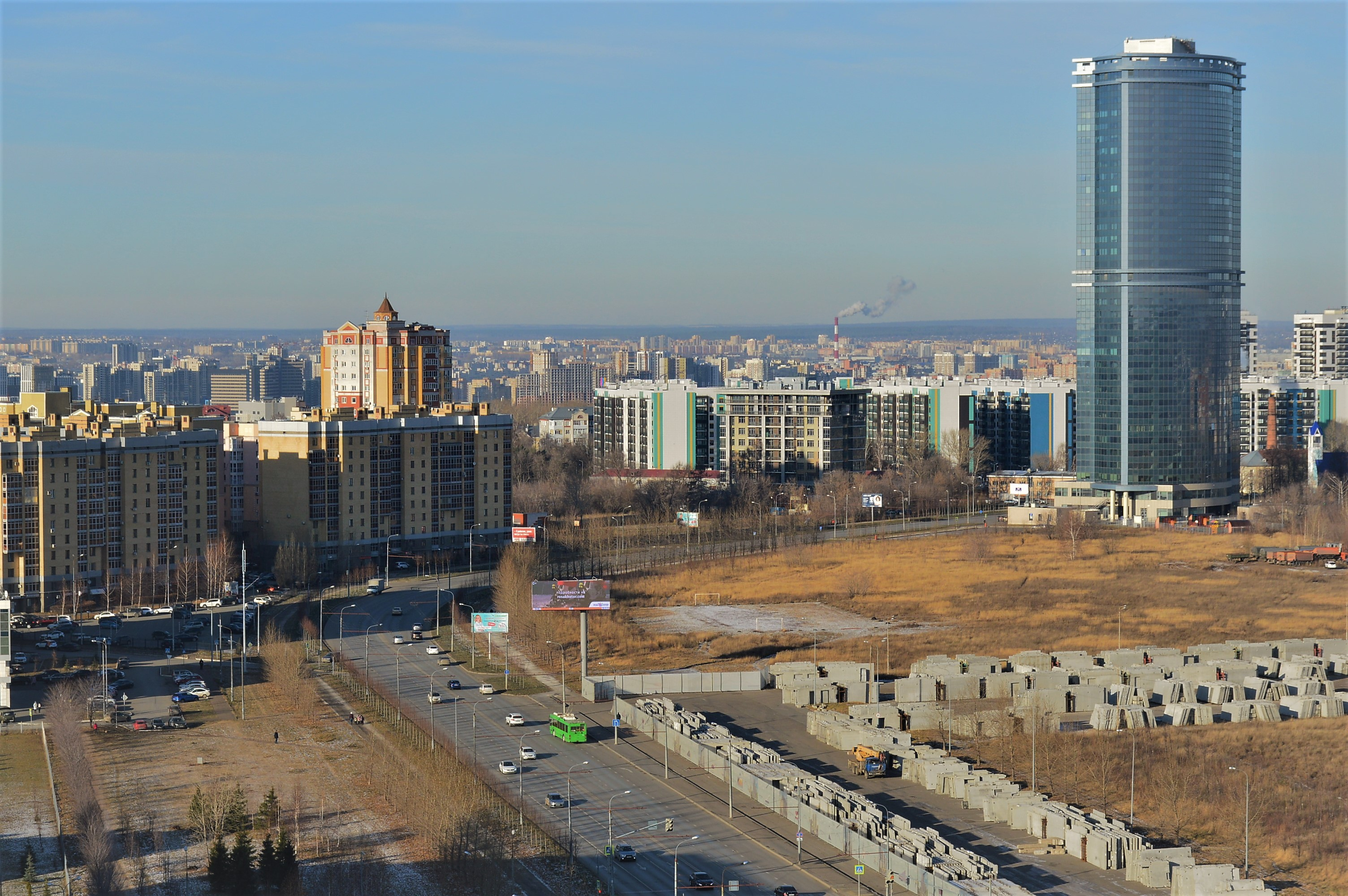
Проспект Альберта Камалеева (ноябрь 2020)
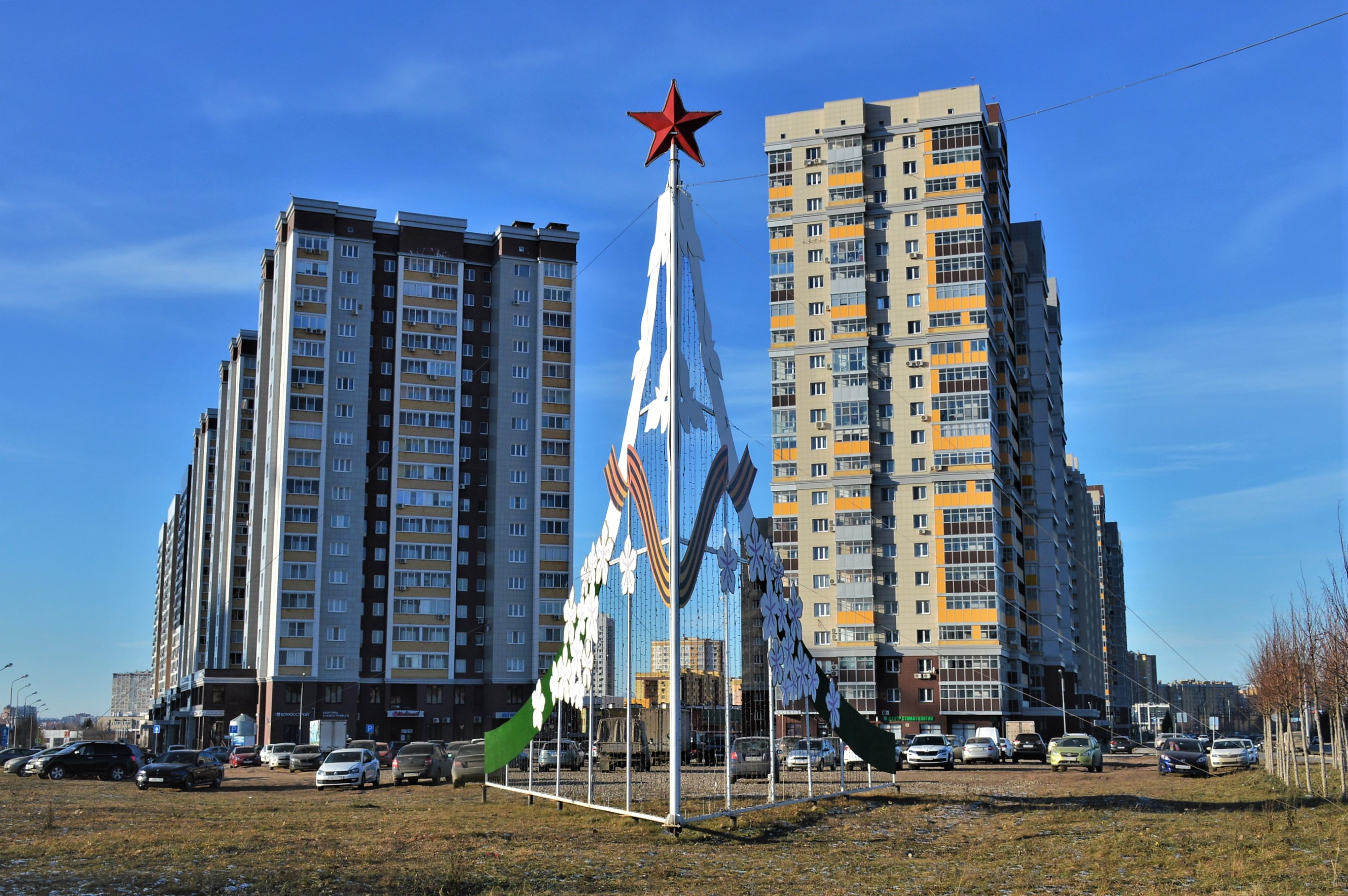
Вторая очередь жилого комплекса «Казань XXI век» (ноябрь 2020)
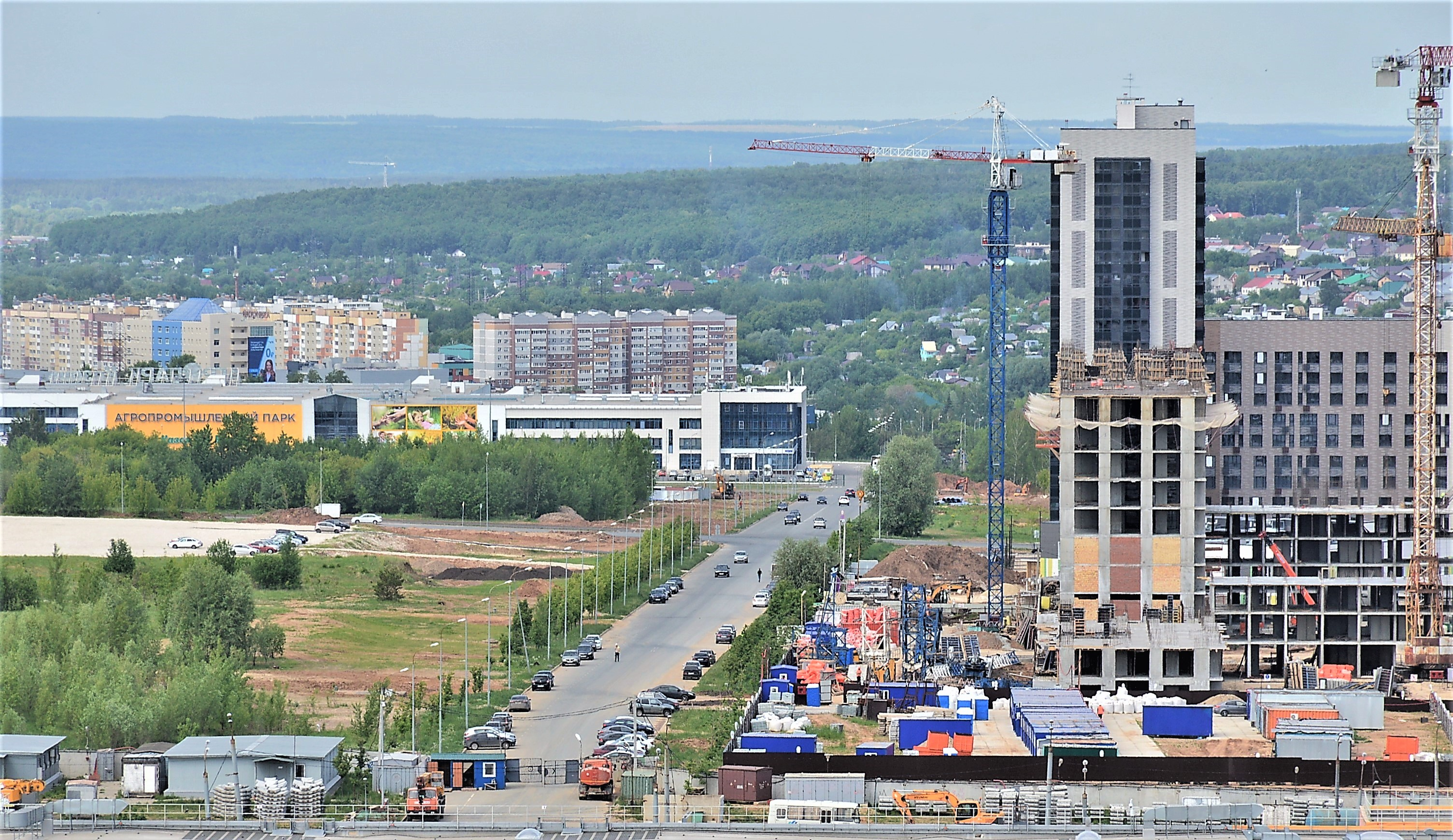
Улица Петра Полушкина (май 2021)

### Микрорайон 1
В этом микрорайоне пока возведён только один объект — открытый в 2020 году Многопрофильный лицей № 187 «Ритм» (ул. Назиба Жиганова, 4), рассчитанный на 1224 учеников.

### Микрорайон 2
На территории данного микрорайона ведётся строительство жилого комплекса «Мой Ритм», состоящего из 9 высотных домов различной этажности, двух детских садов, многоэтажных паркингов, а также объектов общественного назначения. Инвестором и застройщиком данного проекта является компания «Ак Барс Девелопмент» («Ак Барс Дом»).
В южной части микрорайона, на углу улицы Академика Сахарова и проспекта Победы ведётся строительство станции метро «Улица Академика Сахарова» на строящейся второй линии казанского метрополитена.

### Микрорайон 3
Территория этого микрорайона является зоной будущего строительства. Сейчас большая её часть очищена от лесопосадок и готовится под застройку.

### Микрорайон 4
Территория этого микрорайона также является зоной будущего строительства, но здесь пока не ведётся никаких работ. Сейчас это открытое пространство, местами заросшее деревьями.

### Микрорайон 4А
Восточная часть территории данного микрорайона занята Агропромышленным парком «Казань» (ул. Аграрная, 2) — крупным розничным рынком сельскохозяйственной продукции, открытым в мае 2013 года.
В западной части микрорайона 4А находится автовокзал «Восточный» (ул. Аграрная, 8), открытый в декабре 2015 года. Он обеспечивает пригородное и междугородное автобусное сообщение Казани с Набережными Челнами, Нижнекамском, Елабугой, Мензелинском и другими населёнными пунктами.
Оставшаяся небольшая часть территории микрорайона — это открытое пространство и зона будущего строительства.

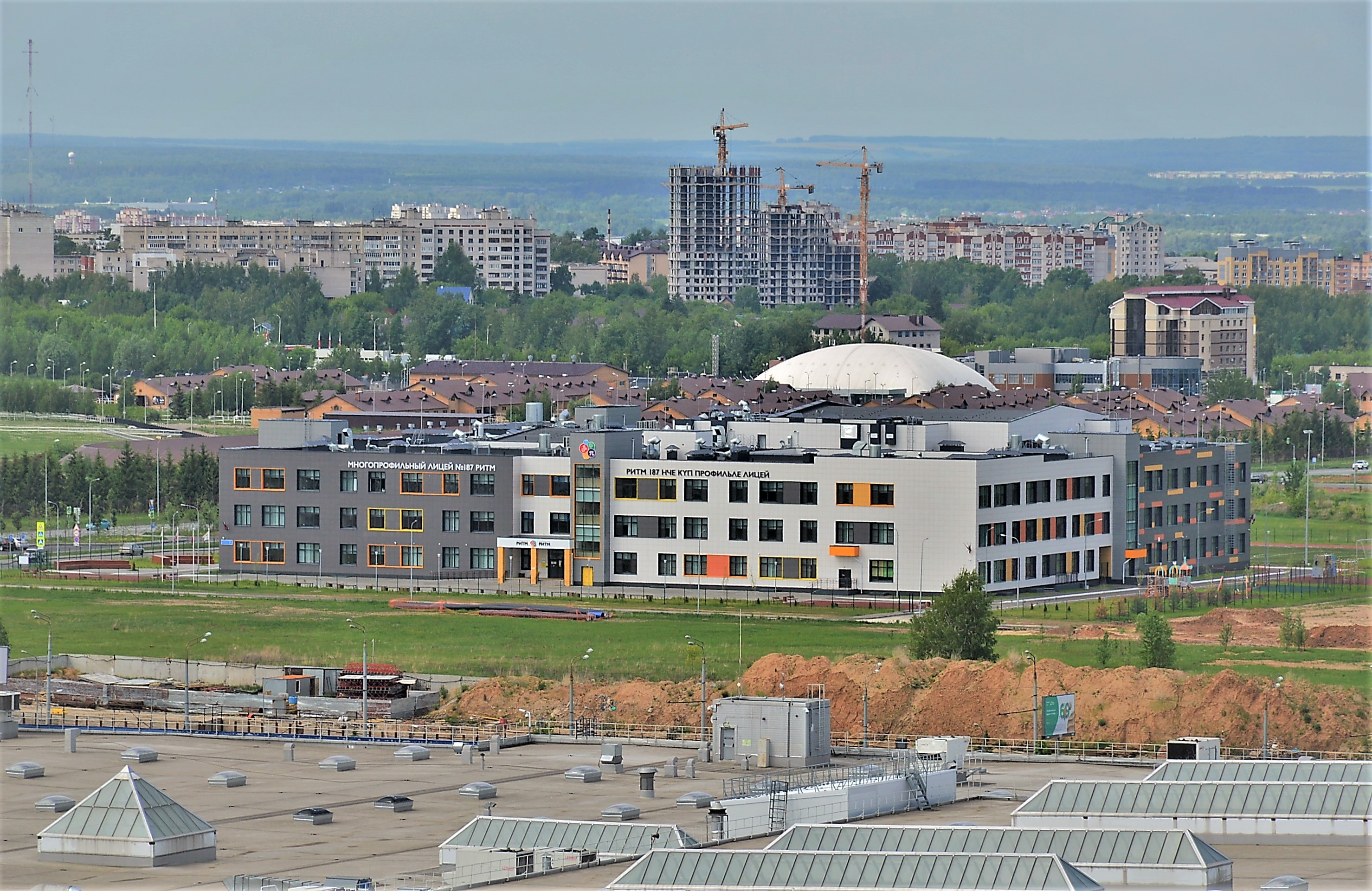
Многопрофильный лицей № 187 «Ритм» на территории микрорайона 1 (май 2021)
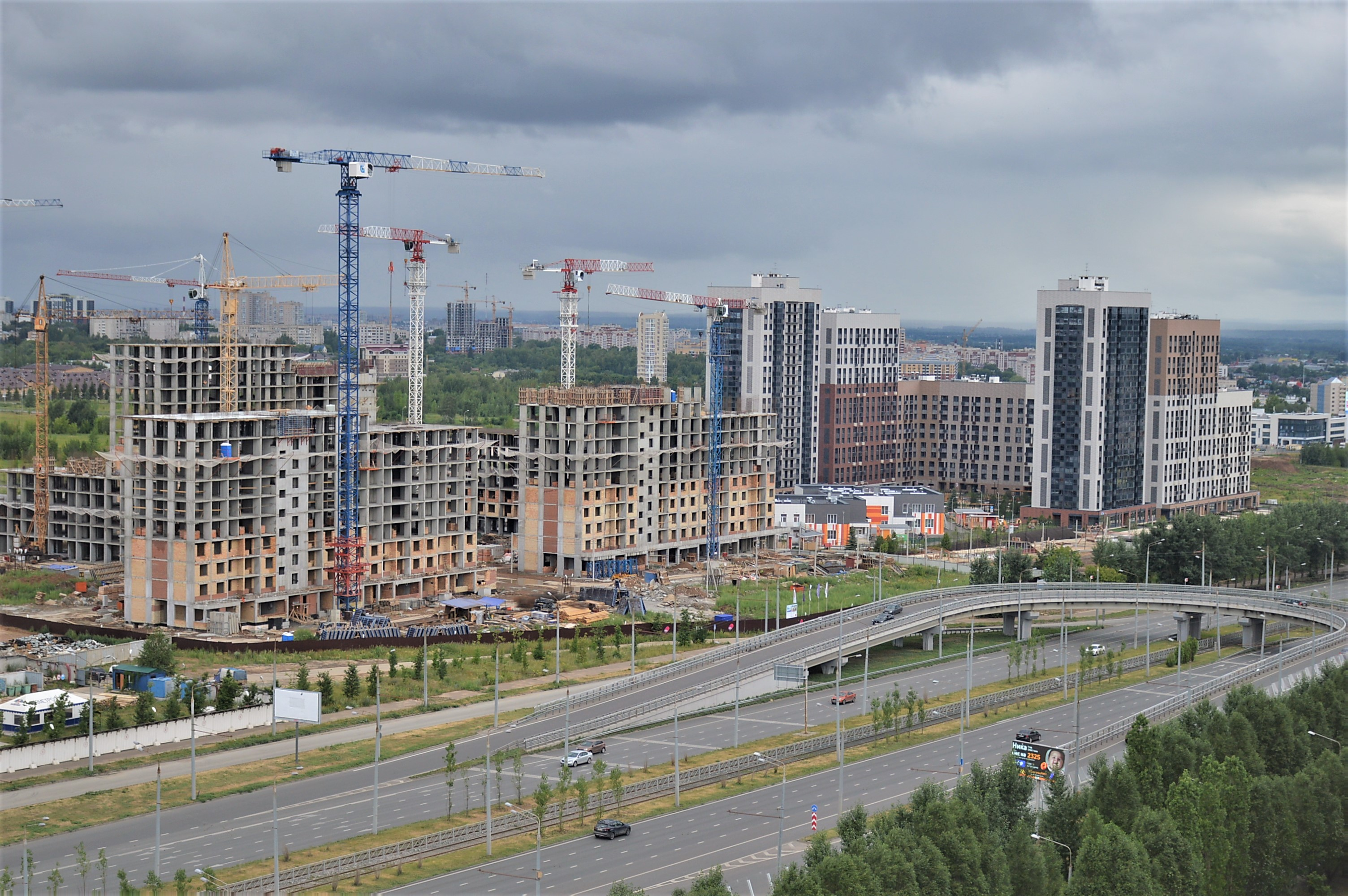
Строительство жилого комплекса «Мой Ритм» в микрорайоне 2 (июль 2021)
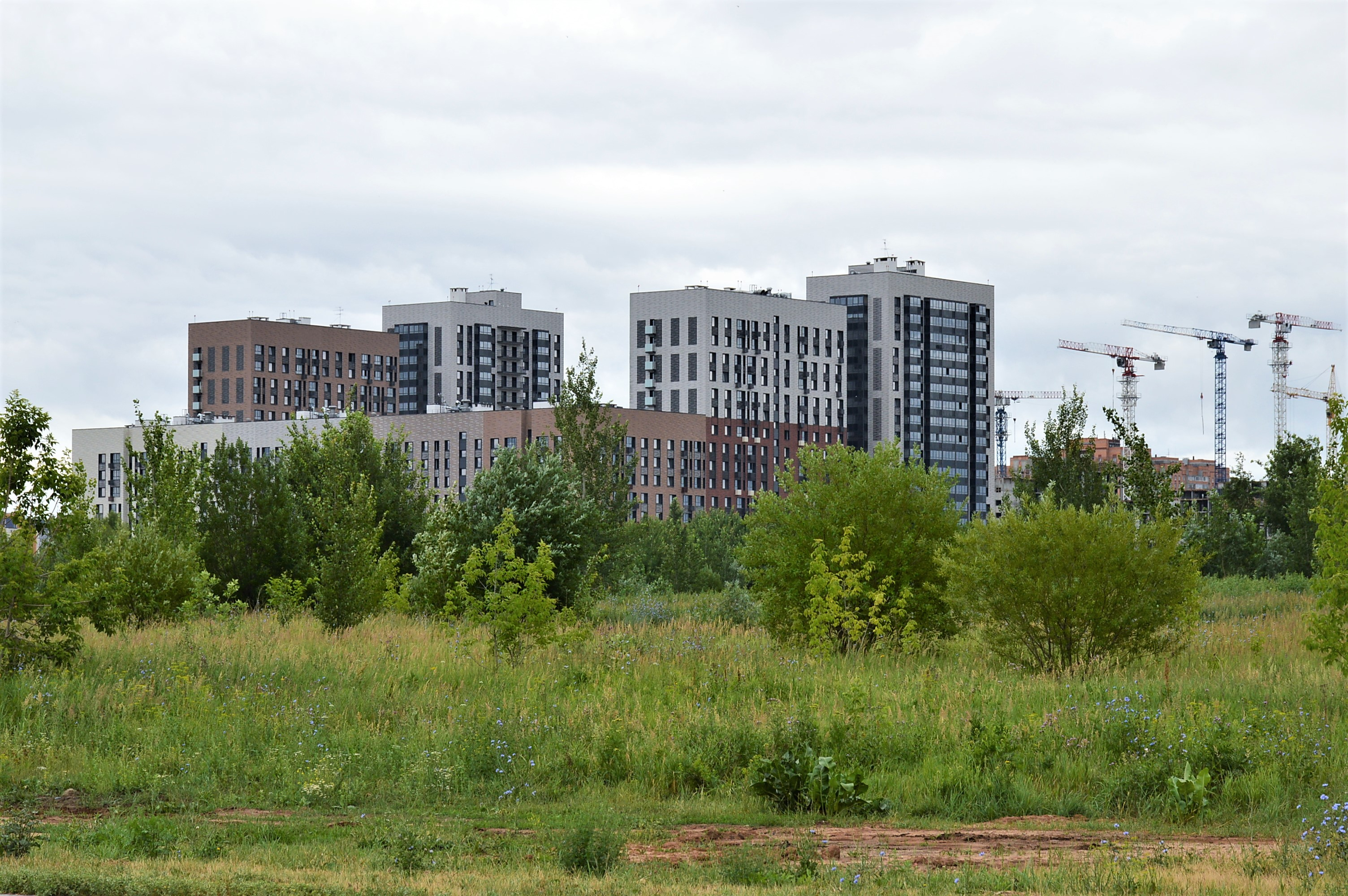
Территория будущей застройки микрорайона 4 на фоне строящегося жилого комплекса «Мой Ритм» (июль 2021)
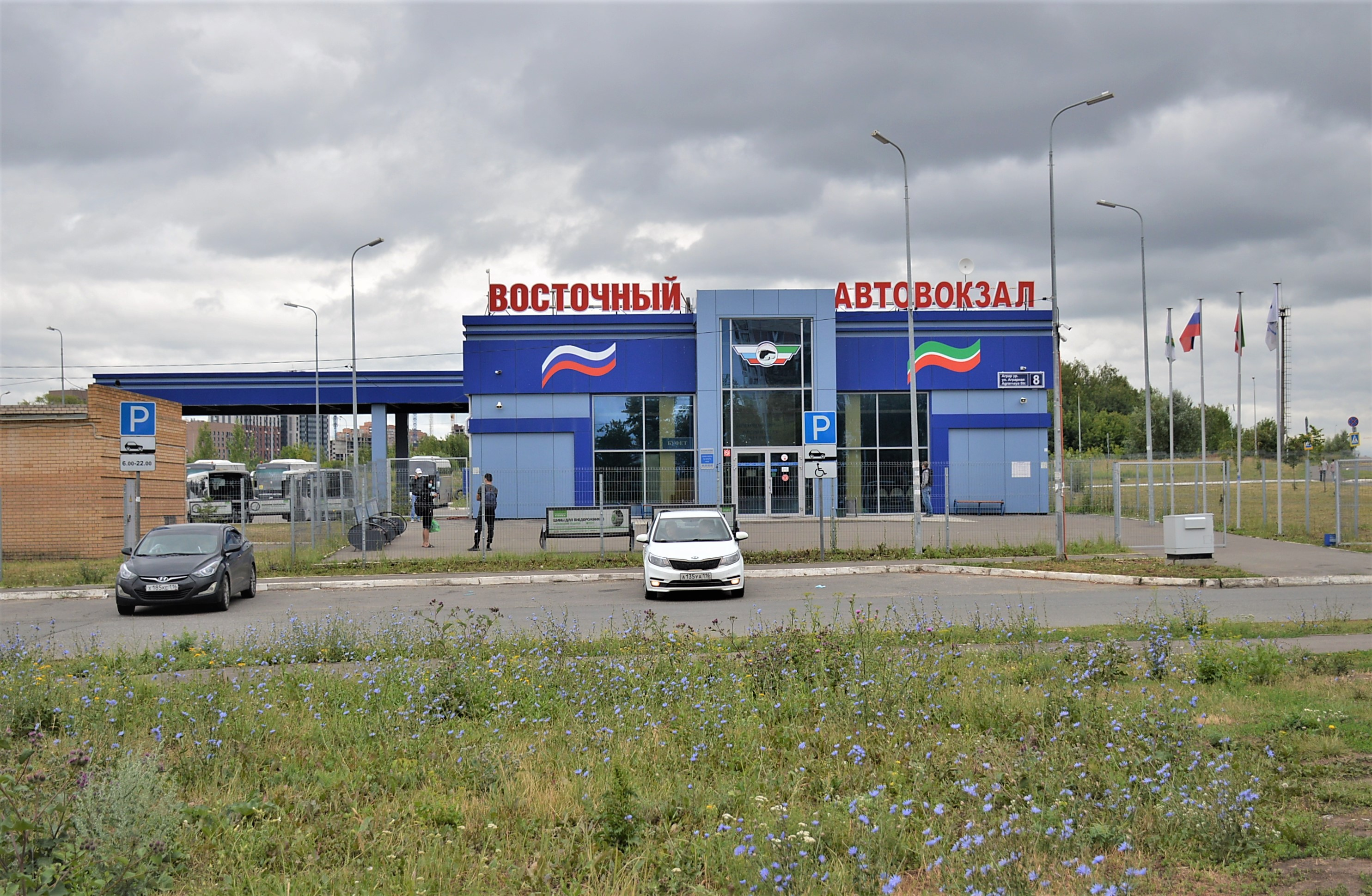
Автовокзал «Восточный» на территории микрорайона 4А (июль 2021)
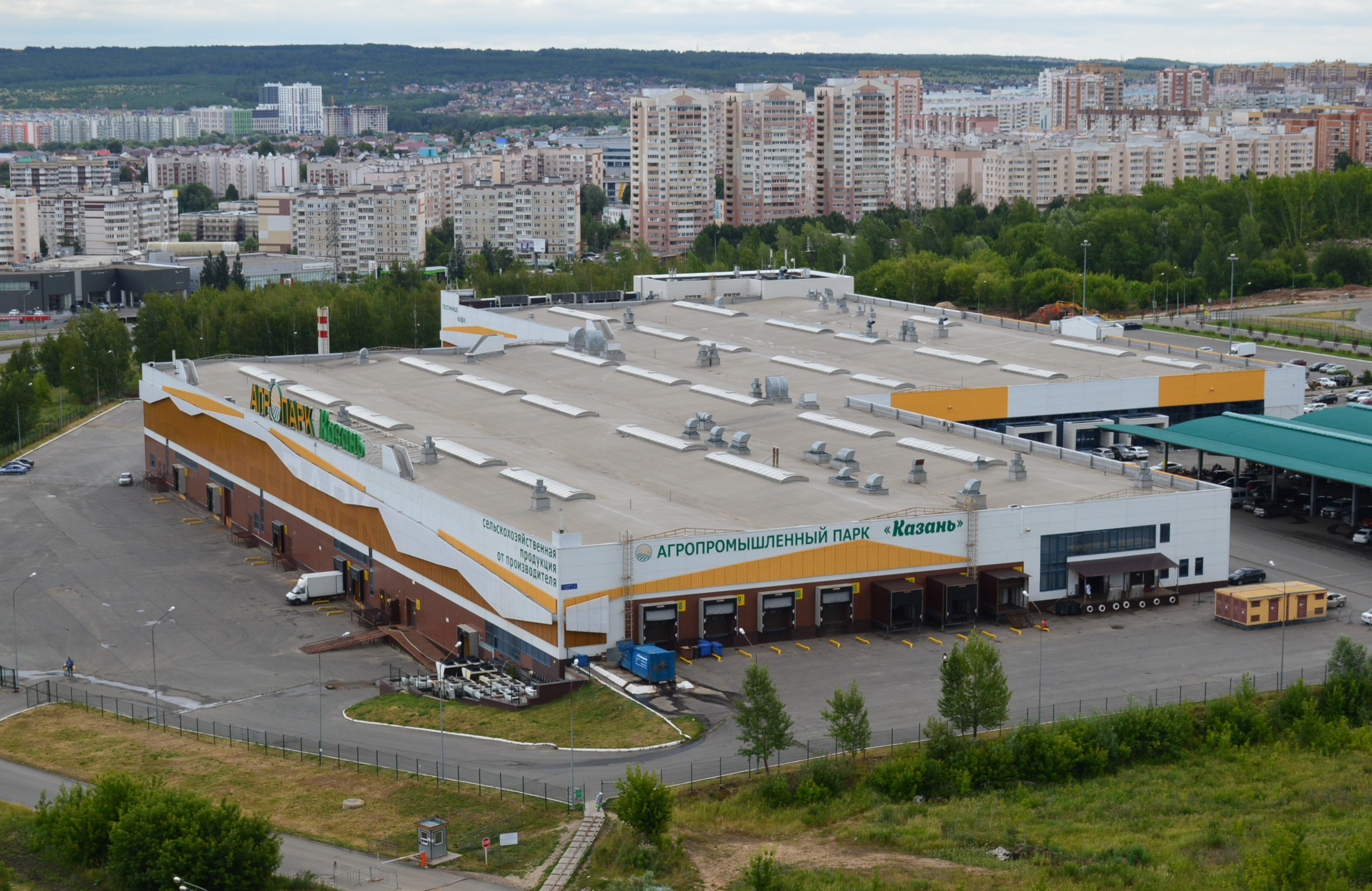
Агропромышленный парк «Казань» на территории микрорайона 4А (июль 2021)

### Микрорайон 5
Проект планировки данного микрорайона утверждён в июне 2017 года. В настоящее время в его северо-восточной части расположен строительный гипермаркет «Castorama» (просп. Альберта Камалеева, 44), открытый весной 2018 года. К югу от него находится специализированная (штрафная) автостоянка «Азино» (ул. Аделя Кутуя, 157Б).

### Микрорайон 6А
Большую часть территории микрорайона занимают 7 корпусов различной этажности (7, 8, 11, 16 этажей) жилого комплекса «Казань XXI век», возведённые в рамках первой очереди в 2006—2011 годах, а также два 20-этажных жилых дома (ул. Габдуллы Кариева, 4А), построенных в 2020 году компанией «ЖБИ–3». Также здесь находится апарт-отель «Тулпар» (ул. Тулпар, 3А). В юго-западной части микрорайона, вдоль улицы Аделя Кутуя сохранилась полоса одноэтажной жилой застройки советского периода.

### Микрорайон 6Б
Территорию данного микрорайона занимают 8 корпусов различной этажности (18, 19, 20, 22 этажей) жилого комплекса «Казань XXI век», возведённые в рамках второй очереди в 2015—2020 годах. Здесь расположены Многопрофильная школа № 181 и детский сад № 175. В юго-западной части микрорайона, вдоль улицы Аделя Кутуя сохранилось несколько одноэтажных домовладений советского периода.

### Микрорайон 7А

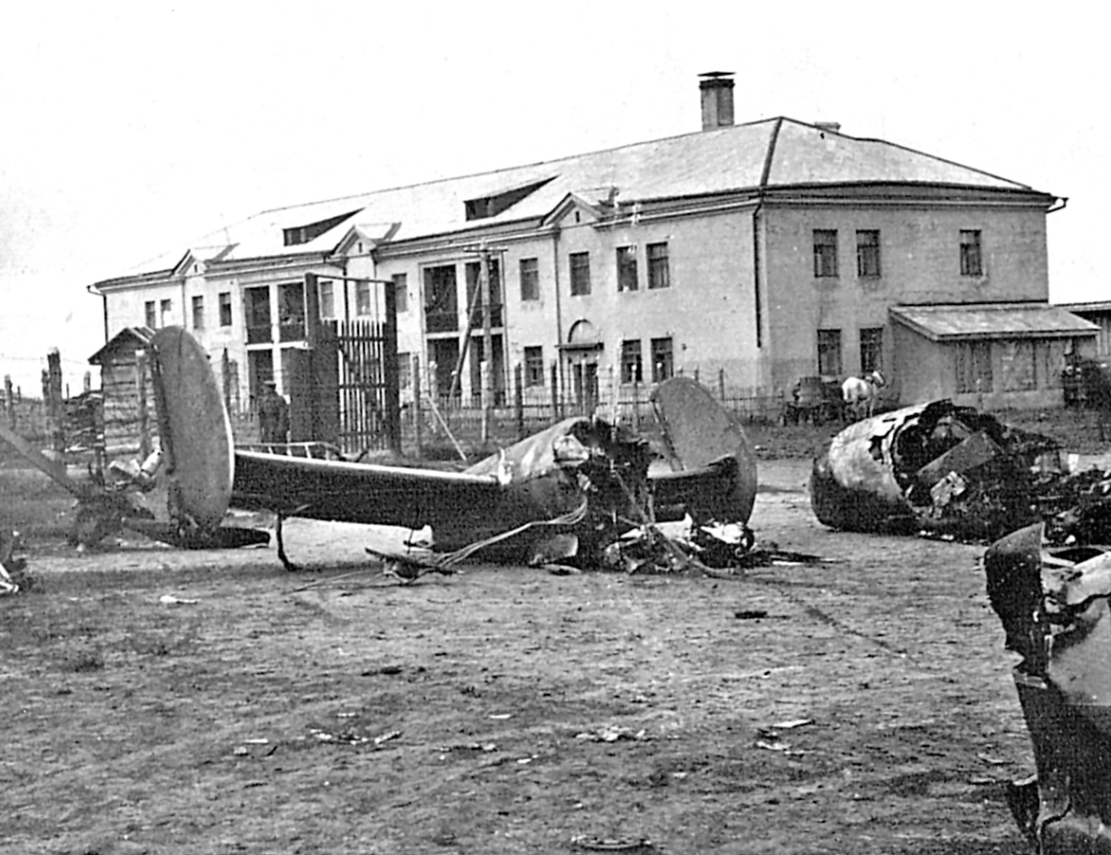
Катастрофа самолёта Пе-2 на аэродроме Казань (15 июня 1942). На заднем плане — двухэтажный жилой дом 1937 года для работников Казанского аэропорта, ныне находящийся на территории микрорайона 7А:
ул. Патриса Лумумбы, 46

Территория данного микрорайона включает в себя зону смешанной административно-жилой застройки советского, но в основном постсоветского периода.
Вдоль северной границы микрорайона по улице Патриса Лумумбы расположились здания органов власти. Это построенные в советский период здания администрации Советского района г. Казани (ул. Шуртыгина, 1) и Военного комиссариата Республики Татарстан (ул. Аэропортовская, 1), а также возведённое в 2019—2021 годах здание Советского районного суда г. Казани (ул. Патриса Лумумбы, 48).
Из жилых домов советского периода на территории микрорайона 7А выделяются двухэтажный 1937 года (ул. Патриса Лумумбы, 46) и девятиэтажный 1982 года (ул. Шуртыгина, 11). Двухэтажный жилой дом был построен для работников Казанского аэропорта и в первые годы после строительства находился на границе лётного поля, которая позже была отодвинута от него; в 2020 году этот дом был капитально отремонтирован.
Большая часть микрорайона застроена многоквартирными жилыми домами, в основном 2002—2008 годов. Это шестиэтажные дома вдоль нечётной стороны улицы Курской и дома с более высокой этажностью (9, 11, 16 этажей), возведённые в ходе строительства первой очереди жилого комплекса «Казань XXI век». Из других многоквартирных домов микрорайона 7А выделяются построенный компанией ТАИФ элитный 9-этажный жилой дом 1999 года (ул. Патриса Лумумбы, 44), а также построенный компанией «КамаСтройИнвест» 10-этажный жилой комплекс «Гринвич» 2014 года (ул. Патриса Лумумбы, 50).

### Микрорайон 7Б
В западной части этого микрорайона преобладает застройка советского периода, в основном административно-производственного назначения. Среди них главный офис ООО «Газпром трансгаз Казань» (ул. Аделя Кутуя, 41) — дочернего предприятия ПАО «Газпром», а также Татарское республиканское управление инкассации (ул. Седова, 16). Также здесь имеется небольшой участок двухэтажной жилой многоквартирной застройки 1955—1956 годов (ул. Аделя Кутуя, 37/23, 39; ул. Шуртыгина, 19, 21), а в южной части микрорайона 7Б – полоса одноэтажных частных домовладений по нечётной стороне улицы Аделя Кутуя.
В остальной части микрорайона 7Б преобладает многоэтажная жилая застройка с объектами социального назначения, появившаяся в 2006—2014 годах. Это семь многоквартирных домов различной этажности (9, 10, 16 этажей) жилого комплекса «Казань XXI век», возведённые в рамках первой очереди в 2006—2010 годах, а также два 10-этажных и один 14-этажный корпуса жилого комплекса «Оазис» (ул. Седова, 20А, 20Б, 20В), построенные компанией «Арт-Строй» в 2013—2014 годах. Здесь же находятся лицей № 121 имени Героя Советского Союза С. А. Ахтямова (просп. Альберта Камалеева, 22), два детских сада (№ 162 и № 168), а также торговый центр «Престиж» (ул. Габдуллы Кариева, 3).

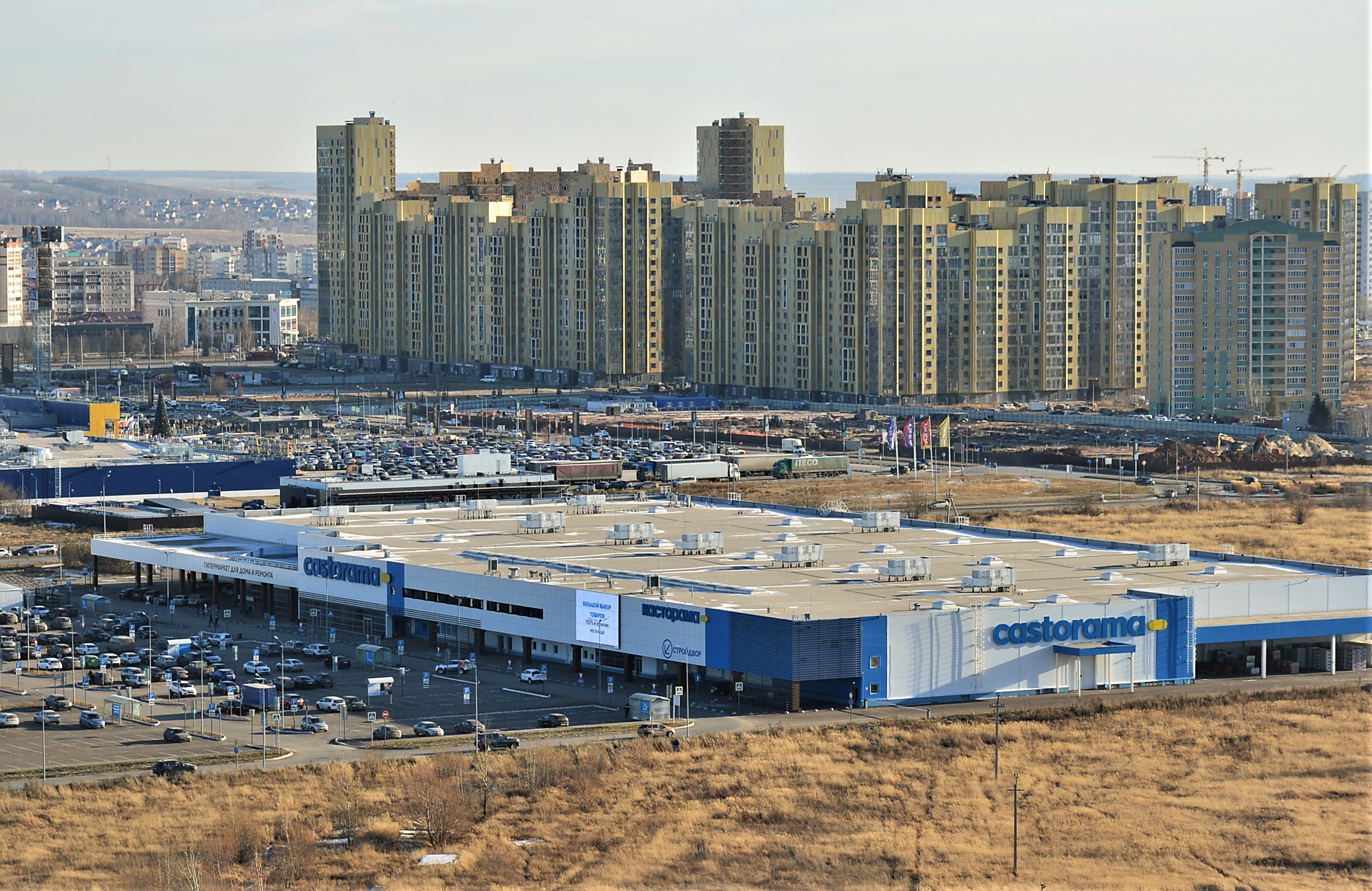
Гипермаркет «Castorama» на территории микрорайона 5 и жилой комплекс «Победа» (ноябрь 2020)
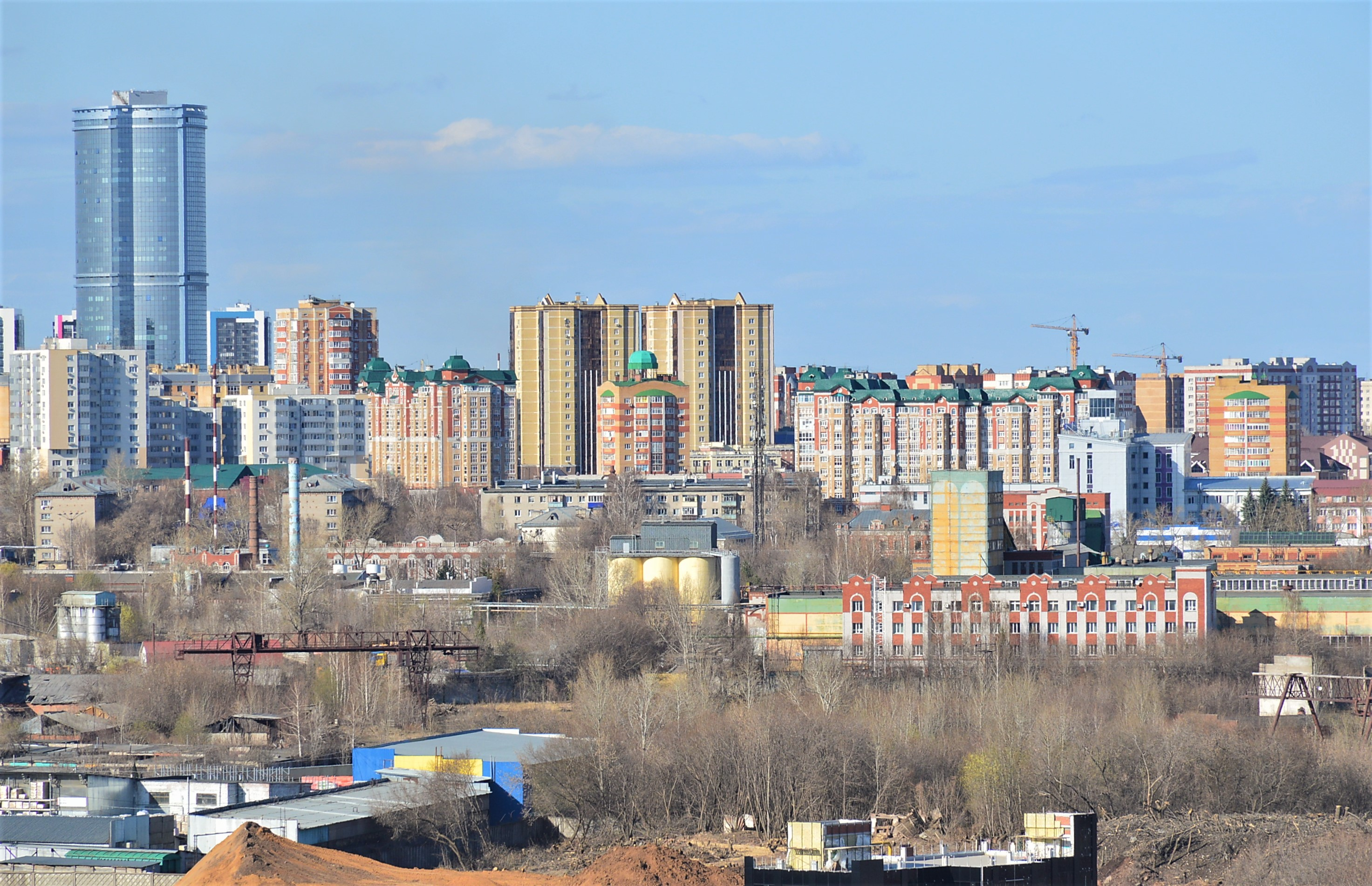
37-этажный жилой комплекс «Лазурные небеса» (слева) и высотные дома жилого комплекса «Казань XXI век»: вид с юго-запада (апрель 2021)
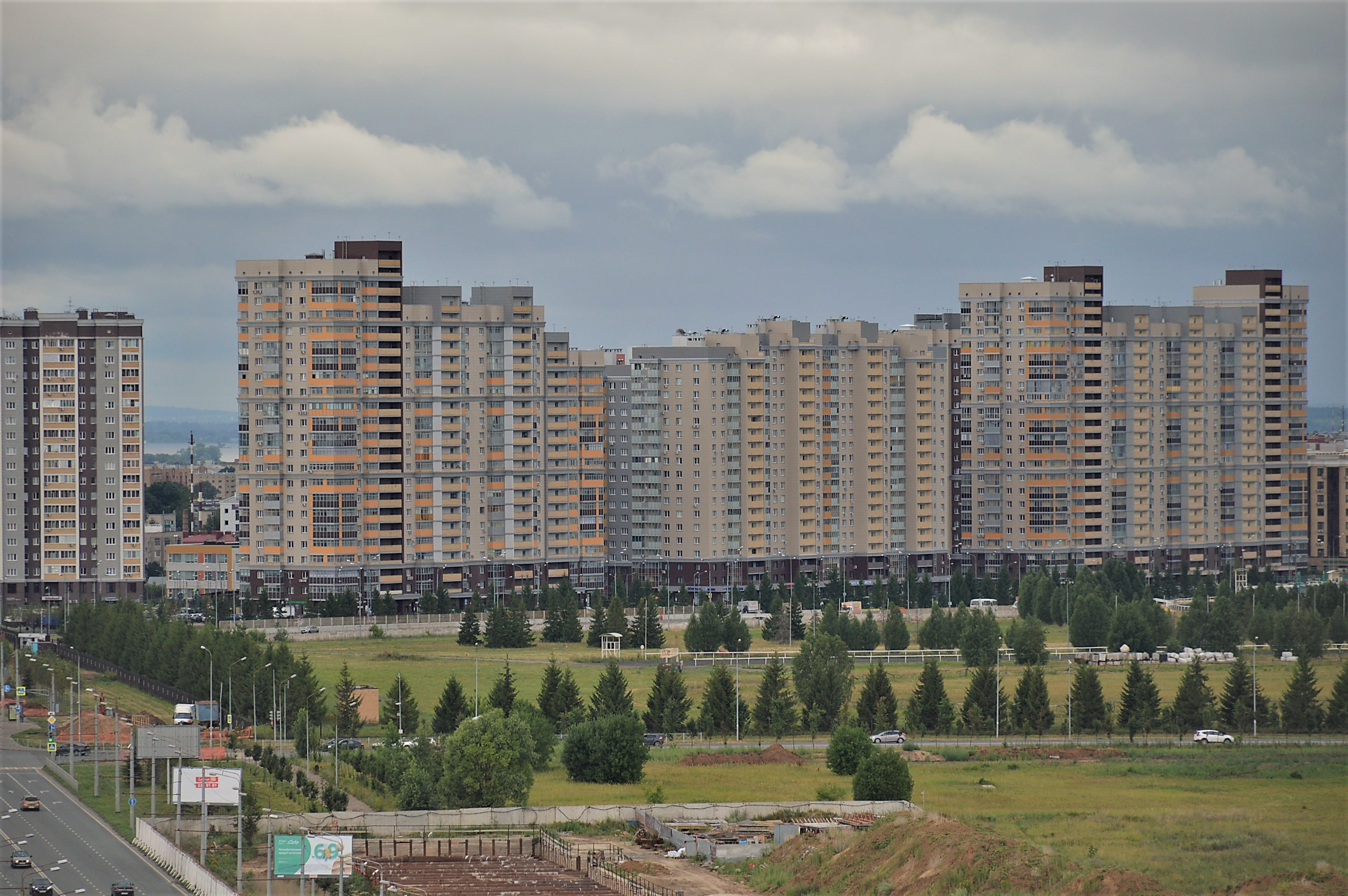
Высотные дома жилого комплекса «Казань XXI век» в микрорайоне 6Б (июль 2021)
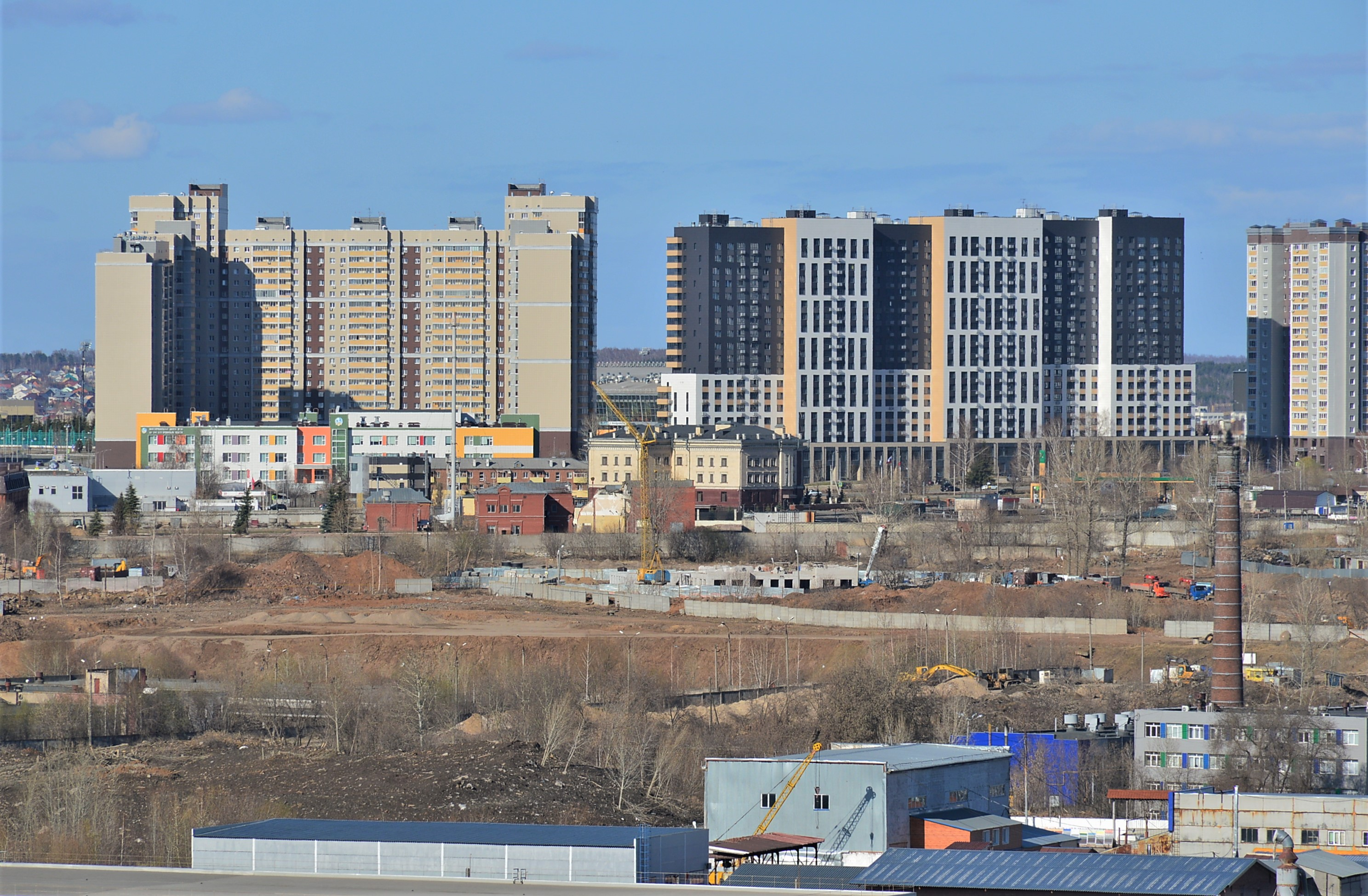
Высотные дома жилого комплекса «Казань XXI век» в микрорайоне 6Б: вид с юго-запада (июль 2021)
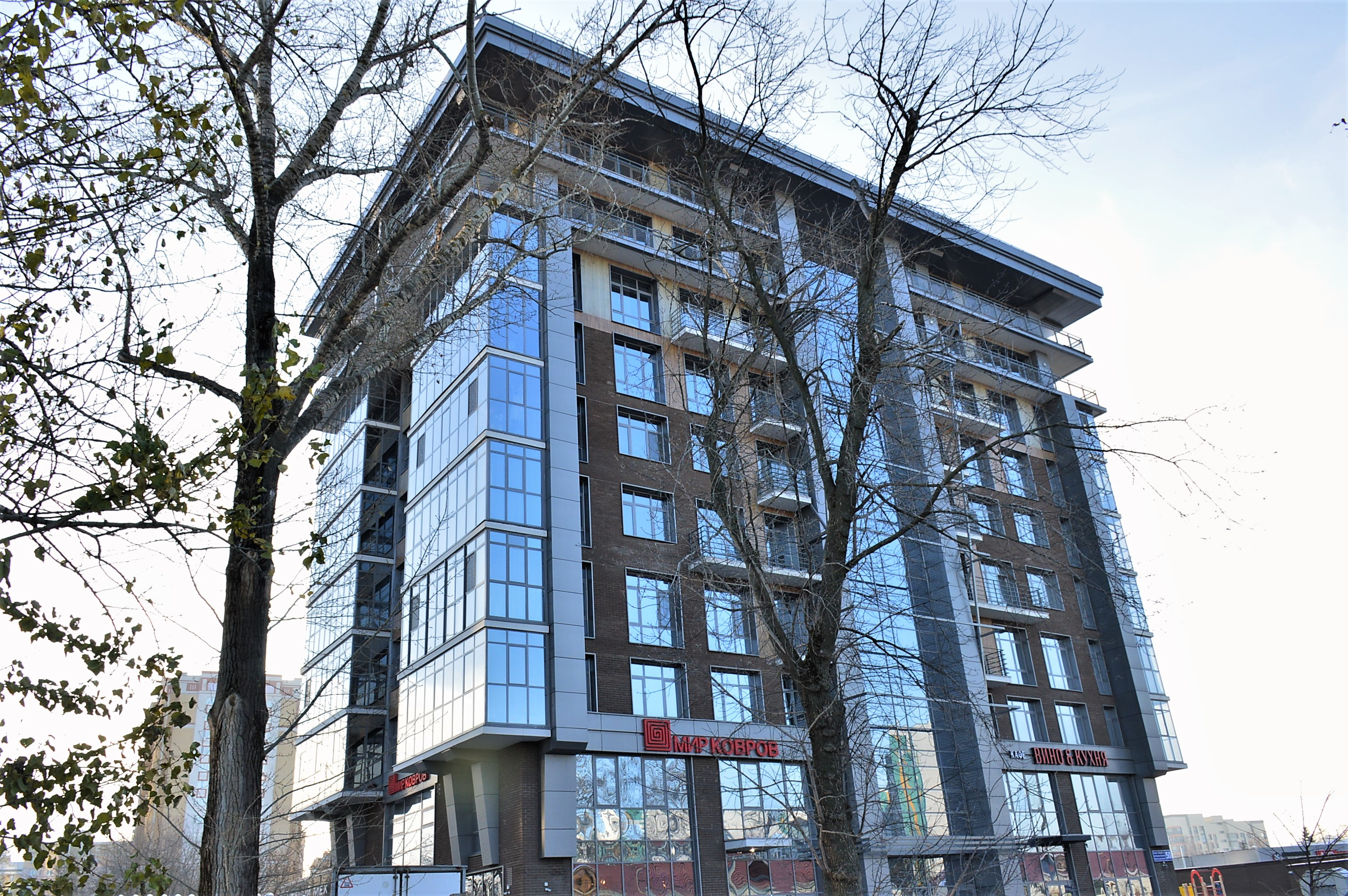
Жилой комплекс «Гринвич» (ноябрь 2020)

### Микрорайоны 8 и 8А
На территории микрорайона 8 расположено исторического здание Казанского аэровокзала (1954), с 2018 года являющееся объектом культурного наследия регионального значения (ул. Патриса Лумумбы, 47А).
Также здесь находится самое высокое здание Казани — 37-этажный жилой комплекс «Лазурные небеса» (просп. Альберта Камалеева, 1).
Основная часть территории микрорайонов 8 и 8А — это зона будущей застройки части лётного поля бывшего аэропорта Казань-2 с сохранившимися асфальтированными самолётным перроном и рулёжной дорожкой. В настоящее время разрабатывается проект комплексной застройки этой территории зданиями жилого и коммерческого назначения.

### Территории вне микрорайонов
В южной части жилого района «Седьмое небо» постепенно осваивается территория, находящаяся южнее микрорайона 6Б и юго-западнее микрорайона 5. Она ограничена следующими улицами: с запада — улицей Аделя Кутуя, с севера — улицей Академика Сахарова, с юга — строящимся Вознесенским трактом (вдоль участка нынешней улицы Бухарской). Часть этой территории занимают гаражные кооперативы и производственно-складские помещения, другая часть отведена под жилищное строительство. Так в 2012—2014 годах строительной компанией ООО «Актив ЛТД» построены два 16-этажных корпуса жилого комплекса «Ладья» (ул. Аделя Кутуя, 110А и 110Б). Рядом с ними в 2019—2021 годах строительной компанией ООО «РентСити» возведён жилой комплекс «Паруса», состоящий из трёх высотных корпусов переменной этажности: один 10—12-этажный, два других — 22—24-этажные (ул. Аделя Кутуя, 110Д, корп. 1—3). По соседству с «Парусами» строительная компания «Унистрой» в 2021 году начала возведение двух 19-этажных корпусов жилого комплекса «Уникум на Аделя Кутуя». Последние два жилых комплекса появились в соответствии с проектом планировки данной территории, утверждённым в октябре 2020 года (правда, некоторые журналисты ошибочно относят эту территорию к микрорайону 5, хотя она в его состав не входит).

## Транспортное обеспечение
По идущим через район проспекту Камалеева и далее западному участку улицы Академика Сахарова действует радиальный троллейбусный маршрут № 3, идущий из центра города через район «Седьмое небо» в «спальный» район Азино-1.
По проспекту Победы к востоку от района действуют скоростной (ускоренный) трамвайный маршрут № 5, идущий по всему Большому Казанском Кольцу, и несколько автобусных маршрутов.
По улице Аграрная к северу от района действуют несколько автобусных маршрутов. Также от Агропромышленного парка «Казань» и далее по проспекту Победы идёт до Казанского аэропорта автобусный маршрут № 197.
На юго-восточном углу района напротив гипермаркета МЕГА/ИКЕЯ строится станция «Улица Академика Сахарова» 2-й линии метро.

## Учебные заведения

### Общеобразовательные учебные заведения (школа, лицеи)
На территории жилого района «Седьмое небо» находятся 3 общеобразовательных учебных заведения — школа и два лицея. Два учебных заведения находятся в жилом комплексе «Казань XXI век» (микрорайоны 6Б и 7Б), одно — на территории микрорайона 1.
В 2010 году была построена школа № 178, рассчитанная на 550 учеников. С самого начала её объединили с лицеем № 121 (ул. Космонавтов, 19) в рамках Центра образования № 178. Поэтому до настоящего времени используется двойная нумерация данного учебного заведения — лицей № 121 или Центр образования № 178.
В 2017 году открылась школа № 181, а в 2020 году — лицей № 187 «Ритм».
| Список общеобразовательных учебных заведений, находящихся на территории жилого района «Седьмое небо» | Список общеобразовательных учебных заведений, находящихся на территории жилого района «Седьмое небо» | Список общеобразовательных учебных заведений, находящихся на территории жилого района «Седьмое небо» | Список общеобразовательных учебных заведений, находящихся на территории жилого района «Седьмое небо» | Список общеобразовательных учебных заведений, находящихся на территории жилого района «Седьмое небо» |
| Название и номер учебного заведения                                                                  | Адрес                                                                                                | Год основания                                                                                        | Количество педагогов                                                                                 | Количество учащихся                                                                                  |
| --- | --- | --- | --- | --- |
| Лицей № 121 имени Героя Советского Союза С. А. Ахтямова (Центр образования № 178)                    | ул. Космонавтов, 19 (первое здание); просп. Альберта Камалеева, 22 (второе здание)                   | 19652010                                                                                             | 164                                                                                                  | 2107                                                                                                 |
| Многопрофильная школа № 181                                                                          | ул. Тулпар, 2                                                                                        | 2017                                                                                                 | 101                                                                                                  | 1908                                                                                                 |
| Многопрофильный лицей № 187 «Ритм»                                                                   | ул. Назиба Жиганова, 4                                                                               | 2020                                                                                                 | 50                                                                                                   | 903                                                                                                  |

### Дошкольные образовательные учреждения (детские сады)
На территории жилого района «Седьмое небо» расположено 5 муниципальных детских садов.
| Список муниципальных детских садов, находящихся на территории жилого района «Седьмое небо» | Список муниципальных детских садов, находящихся на территории жилого района «Седьмое небо» | Список муниципальных детских садов, находящихся на территории жилого района «Седьмое небо» | Список муниципальных детских садов, находящихся на территории жилого района «Седьмое небо» | Список муниципальных детских садов, находящихся на территории жилого района «Седьмое небо» |
| Название и номер детского сада                                                             | Адрес                                                                                      | Год основания                                                                              | Количество воспитателей                                                                    | Количество детей                                                                           |
| ------------------------------------------------------------------------------------------ | ------------------------------------------------------------------------------------------ | ------------------------------------------------------------------------------------------ | ------------------------------------------------------------------------------------------ | ------------------------------------------------------------------------------------------ |
| Детский сад № 143 комбинированного вида                                                    | просп. Альберта Камалеева, 12А                                                             | 2010                                                                                       | 16                                                                                         | 185                                                                                        |
| Детский сад № 162 комбинированного вида с татарским языком воспитания и обучения           | просп. Альберта Камалеева, 18                                                              | 2010                                                                                       | 11                                                                                         | 185                                                                                        |
| Детский сад № 168 комбинированного вида                                                    | просп. Альберта Камалеева, 24                                                              | 2010                                                                                       | 16                                                                                         | 197                                                                                        |
| Детский сад № 175 комбинированного вида                                                    | просп. Альберта Камалеева, 32А                                                             | 2015                                                                                       | 27                                                                                         | 343                                                                                        |
| Детский сад № 187 комбинированного вида с татарским языком воспитания и обучения           | ул. Петра Полушкина, 8А                                                                    | 2020                                                                                       | 16                                                                                         | 220                                                                                        |